# Molesan
Molesan (en francès Moulézan) és un municipi francès situat al departament del Gard i a la regió d'Occitània.